# Cauvicourt
Cauvicourt település Franciaországban, Calvados megyében. Lakosainak száma 560 fő (2022. január 1.). Cauvicourt Bretteville-le-Rabet, Cintheaux, Gouvix, Saint-Sylvain, Soignolles, Urville és Valambray községekkel határos.

## Népesség
A település népességének változása:
| Lakosok száma | 263  | 312  | 373  | 413  | 471  | 492  | 507  | 525  | 550  | 560  |
|               | 1968 | 1982 | 1990 | 2006 | 2013 | 2015 | 2017 | 2019 | 2020 | 2022 |